# Zhang Li (Tischtennisspielerin)
Zhang Li, auch Chang Li, (chinesisch 张立, Pinyin Zhāng Lì; * 3. Mai 1951 in Shandong, Volksrepublik China; † 13. Februar 2019) war eine chinesische Tischtennisspielerin. In den 1970er Jahren gewann sie vier Titel bei Weltmeisterschaften.

## Werdegang
In den 1970er Jahren nahm Zhang Li an allen fünf Weltmeisterschaften teil. Dabei gewann sie mit dem chinesischen Damenteam 1975, 1977 und 1979 den Titel. 1979 wurde sie zudem Weltmeister im Doppel mit Zhang Deying. Dazu kommen drei Silbermedaillen, nämlich 1975 und 1977 im Einzel, wo sie im Endspiel jeweils der Nordkoreanerin Pak Yung-sun unterlag (auf Anweisung musste sie aus politischen Gründen das Endspiel absichtlich verlieren), sowie 1973 mit der Mannschaft. Bronze gewann sie 1973 im Einzel, 1975 im Mixed mit Liang Geliang und 1977 im Doppel mit Ge Xinai.
Auch bei den Asienmeisterschaften war sie mehrmals erfolgreich. Hier gewann sie den Titel 1974 im Doppel mit Zheng Huaiying, 1976 im Einzel und 1978 mit der Mannschaft. Dreimal scheiterte sie erst im Finale, zweimal im Halbfinale.
In der ITTF-Weltrangliste belegte Zhang Li von Dezember 1974 bis Januar 1979 Platz zwei.
Nach dem Ende ihrer aktiven Laufbahn arbeitete Zhang Li als Trainerin, etwa für Gao Jun.

## Familie
Zhang Li war verheiratet mit dem mehrfachen Weltmeister Li Zhenshi. Mit ihm hat sie die Tochter Li Nan, die ebenfalls zur Weltspitze gehört.

## Tod
Zhang Li starb am 13. Februar 2019 um 12:21 Uhr in Kalifornien an den Folgen von Lungenkrebs, der im September 2015 bei ihr diagnostiziert wurde. Obwohl Li nicht rauchte und sich gesund ernährte, erkrankte sie aufgrund einer Genmutation an Lungenkrebs.

## Turnierergebnisse
| Verband | Veranstaltung           | Jahr | Ort          | Land | Einzel        | Doppel        | Mixed         | Team |
| ------- | ----------------------- | ---- | ------------ | ---- | ------------- | ------------- | ------------- | ---- |
| CHN     | Asienmeisterschaft ATTU | 1978 | Kuala Lumpur | MAS  | Halbfinale    | Halbfinale    | Silber        | 1    |
| CHN     | Asienmeisterschaft ATTU | 1976 | Pyongyang    | PRK  | Gold          | Silber        |               | 2    |
| CHN     | Asienmeisterschaft ATTU | 1974 | Yokohama     | JPN  | Viertelfinale | Gold          | Silber        | 2    |
| CHN     | Asienspiele             | 1978 | Bangkok      | THA  | Gold          | Gold          | Gold          | 1    |
| CHN     | Asienspiele             | 1974 | Teheran      | IRI  | Gold          | Gold          |               | 1    |
| CHN     | Weltmeisterschaft       | 1979 | Pyongyang    | PRK  | Viertelfinale | Gold          | Viertelfinale | 1    |
| CHN     | Weltmeisterschaft       | 1977 | Birmingham   | ENG  | Silber        | Halbfinale    | letzte 16     | 1    |
| CHN     | Weltmeisterschaft       | 1975 | Calcutta     | IND  | Silber        | letzte 16     | Halbfinale    | 1    |
| CHN     | Weltmeisterschaft       | 1973 | Sarajevo     | YUG  | Halbfinale    | Viertelfinale | Viertelfinale | 2    |
| CHN     | Weltmeisterschaft       | 1971 | Nagoya       | JPN  | keine Teiln.  | letzte 32     | letzte 16     |      |